# Борхерс, Вальтер
Вальтер Борхерс (нем. Walter Borchers; 1916—1945) — немецкий лётчик-ас времён Второй мировой войны, командир 5-й ночной истребительной эскадры, кавалер Рыцарского креста Железного креста (27 июля 1944 года).

## Биография
Начало Второй мировой войны Вальтер Борхерс встретил пилотом 5./ZG76 (5-й эскадрильи 76-й эскадры тяжелых истребителей), в конце 1940 года стал командиром эскадрильи.
Участник Французской кампании и битвы за Британию, в ходе которых сбил 10 вражеских самолётов. Первую победу одержал 17 мая 1940 года над французским истребителем Morane-Saulnier MS.406.
В 1941 году его подразделение было переформировано в 8./NJG3 (8-я эскадрилья 3-й ночной истребительной эскадры), действовавшей на внутреннем фронте по защите Рейха.
С 22 апреля 1943 по 23 марта 1944 — командир III./NJG5 (3-й группы 5-й ночной истребительной эскадры). На этом посту одержал ещё шесть ночных побед и сбил четырёх тяжёлых бомбардировщика ВВС США. После этого стал майором и командиром NJG5 (5-й ночной истребительной эскадры).
27 июля 1944 года награждён Рыцарским крестом Железного креста. К этому времени он одержал 45 воздушных побед.
Вальтер Борхерс погиб 6 марта 1945 года на северо-восток от Альтенбурга: его Junkers Ju.88G-6 «C9+GA» (бортовой номер 622319) был сбит британским ночным истребителем дальнего радиуса действия De Havilland Mosquito.
Всего Борхерс совершил 300 боевых вылетов и одержал 59 воздушных побед: 43 ночных, 16 дневных, в том числе, среди последних — сбил 6 четырёхмоторных бомбардировщиков США.

## Награды
- Немецкий крест в золоте (12 июля 1943)
- Железный крест 2-го и 1-го классов
- Рыцарский крест Железного креста (27 июля 1944)